# Albánská riviéra

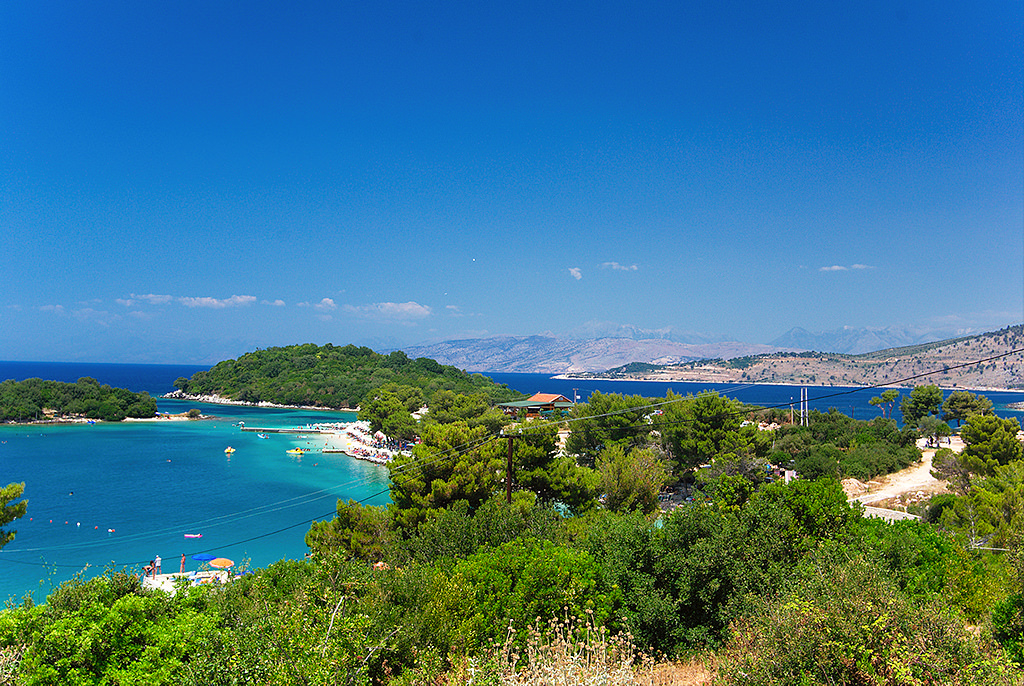
Pobřeží u Ksamilu

Albánská riviéra (albánsky Riviera shqiptare/Bregu) je označení pobřeží Jónského moře v jižní Albánii. Rozprostírá se od Karaburunského poloostrova na severu a města Vlora až k hranici s Řeckem u města Konispol. Často je za oblast albánské riviéry nesprávně označováno celé pobřeží země včetně Jaderského moře na severu.
Riviéra se stala populární po obnově infrastruktury, především hlavní silnice SH8 v roce 2009. V roce 2009 ji proslavila vystoupení DJe Tiësto. V roce 2010 se zde natáčela jedna z epizod seriálu Top Gear.
Riviéra je známá nočním životem, ekoturistikou a luxusními letovisky, která zde byla v posledních letech vybudována. Nacházejí se zde také tradiční středomořské vesnice, opuštěné a odlehlé pláže, zálivy a jeskyně. Směrem od moře terén velmi rychle stoupá až k nadmořské výšce okolo 2000 metrů v pohoří Kanali. Okolní příroda je vhodná pro horskou turistiku (např. Národní park Llogara, který je díky své velké biodiverzitě zařazen mezi významné ptačí a rostlinné oblasti a vyniká rovněž výskytem velkého množství endemických druhů).
Z kulturního hlediska se jedná o oblast obývanou tradičně Albánci pravoslavného vyznání. Obraz zdejší kulturní krajiny po staletí spoluvytvářeli Řekové, kteří v Himaře a okolních vesnicích tvoří národnostní enklávu.
Mezi turistická letoviska albánské riviéry patří např. Himara, Dhërmi, Sarandë, nebo Ksamil. Z pamětihodností je hojně navštěvovaná pevnost Porto Palermo, zřícenina hradu Borsh či tradiční vesnice Qeparo. Vykopávky původně antického města Butrint jsou s přilehlou lagunou zapsány na seznamu UNESCO.